# First Person View

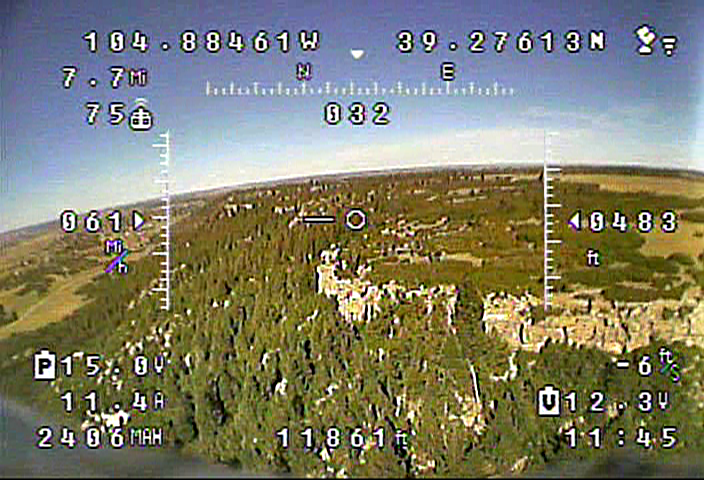
Изображение с камеры БПЛА

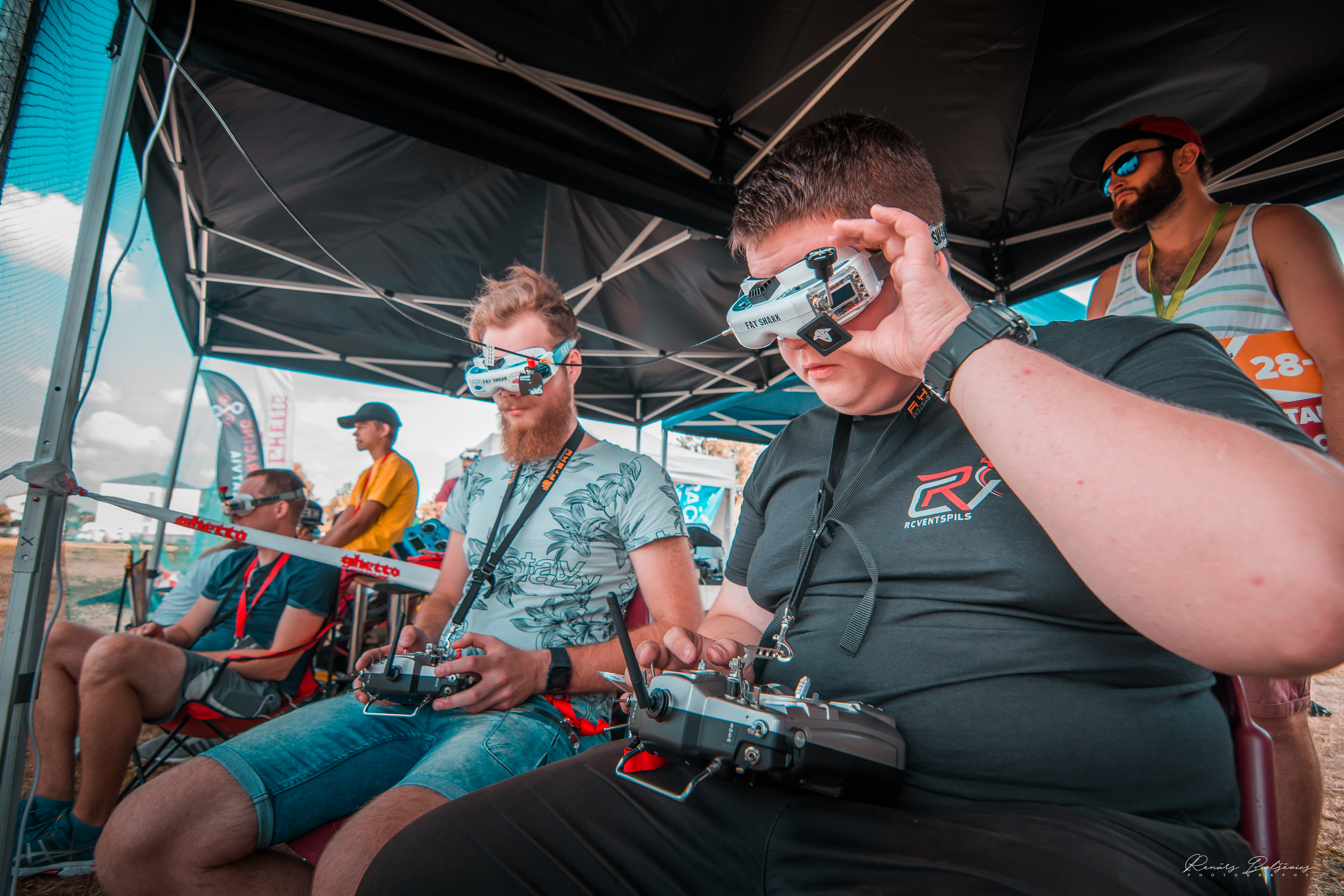
Мужчины управляют дронами с помощью очков

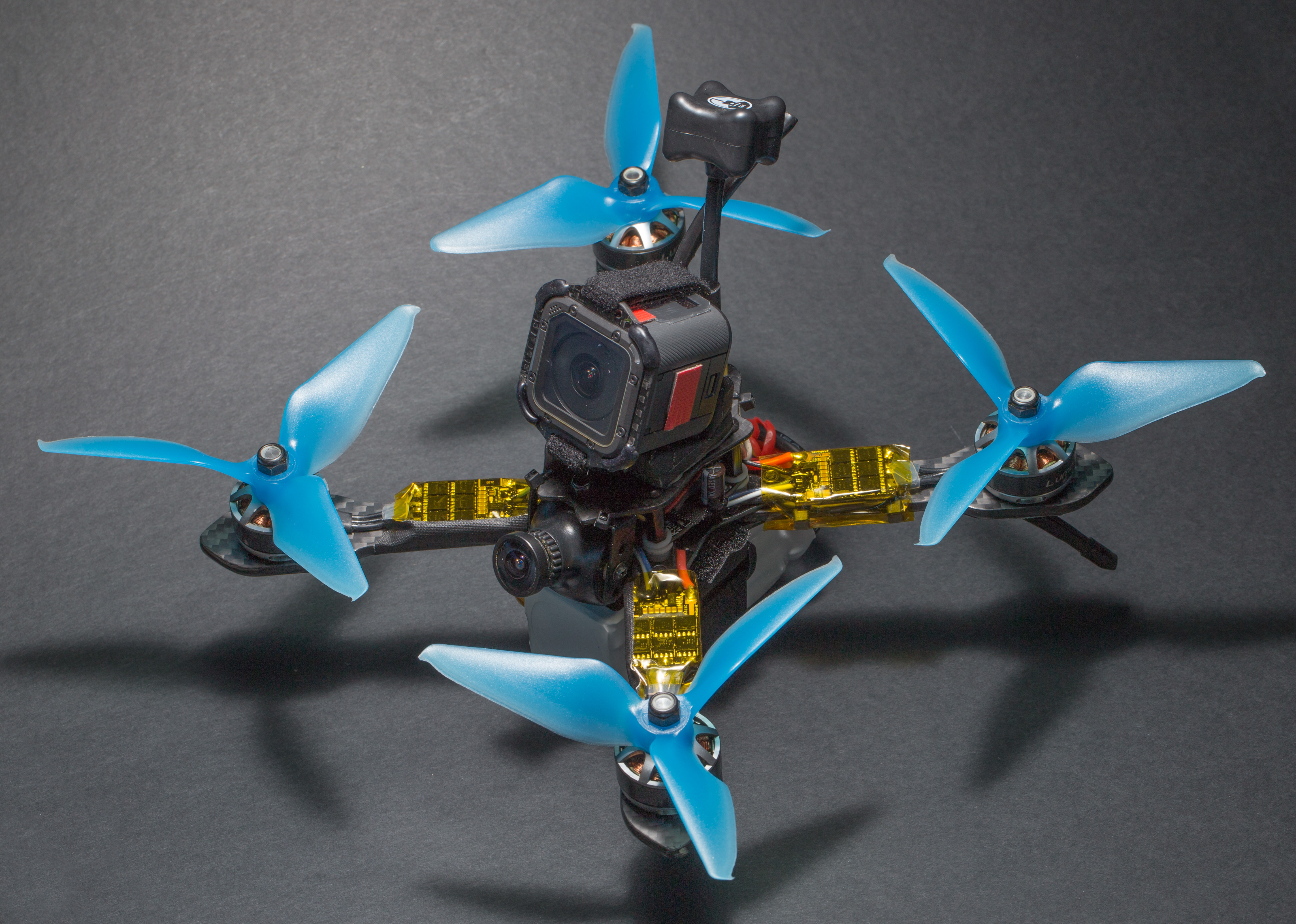
Квадрокоптер с камерой для вида от первого лица (FPV)

FPV (First Person View) (с англ. — «вид от первого лица», Эф Пи Ви или ФПВ) — англоязычное понятие, в виде аббревиатуры используемое для определения технических устройств, способных передавать окружающую их физическую реальность удаленному оператору в качестве виртуальной реальности.
Изначально аббревиатурой FPV определялось направление радиоуправляемого авиамоделизма, где система радиоуправления включает не только управление авиамоделью по радиоканалам, но и приём с модели видеоизображения по дополнительному радиоканалу в режиме реального времени. Пилот (оператор), управляющий авиамоделью, видит изображение, получаемое с видеокамеры авиамодели, при помощи устройств отображения: мониторов, телевизоров, а с развитием технологии FPV — видеоочков, видеошлемов.
С точки зрения внешнего наблюдателя, либо оператора без специального оборудования, данные устройства управляются их оператором дистанционно (VLOS, Visual Line of Sight — с англ. — «в пределах прямой видимости», с англ. — «в поле зрения»), с точки зрения самого оператора в очках виртуальной реальности — иммерсивно, то есть с погружением в реальность, транслируемую с видеокамеры летательного и иного аппарата. Другими словами, точка зрения оператора совпадает с «точкой зрения» аппарата (телеприсутствие).
На тех же началах развиваются технологии управления в роботах удалённого присутствия, управляемых по принципу персонажей—аватаров из фильма «Аватар», например: телетанк, Луноход-1.

## Разновидности аватарной авиации

### По дальности полета
Летательные аппараты, управляемые в режиме FPV, разделяются на устройства для полётов на ближние и дальние расстояния.
В ближних полётах используют стандартный набор для управления авиамоделью (летательным аппаратом), включающий маломощный передатчик видеосигнала, позволяющий летать в зоне действия стандартного передатчика телерадиоуправления.
В дальних полётах (иммерсивное, FPV) пилотирование требует использования усилителей мощности или более мощных передатчиков как для собственно управления летательным аппаратом, так и для передачи с него видеосигнала.

### По техническому исполнению ЛА
Для FPV или дистанционного управления можно приспособить практически любой летательный аппарат (ЛА), начиная от планера и заканчивая мультироторными системами. Важной особенностью FPV-носителя является наличие бортового передатчика. Часто на FPV-носители устанавливают дополнительную батарею питания, обеспечивающей работу бортового комплекса FPV. Минимальный набор состоит из камеры, связанной с передатчиком видеосигнала установленной на обычную радиоуправляемую модель с приемником управляющего сигнала и несколькими элементами управления. У продвинутых гоночных FPV-дронов имеется функция «Head tracking», которая позволяет контролировать дрон, либо его камеру, движением головы в очках виртуальной реальности.

### По бортовым видеокамерам
Бортовые видеокамеры могут быть довольно различными как по размеру и весу, так и по характеристикам. Чаще всего используются микрокамеры с наклонно-поворотным механизмом, но возможно использование и цифровых камер (таких как Sony NEX-3 или камеры GoPro) со стабилизирующим подвесом. В некоторых случаях устанавливается две камеры. Одна — для записи в высоком качестве изображения во внутреннюю память, вторая — для управления по видеосигналу. Ключевыми показателями для FPV-камер являются TVL и время задержки матрицы.

### По системе передачи/приема видеосигнала
На рынке представлены разные системы приема/передачи видеосигнала. Основные характеристики — несущая частота и мощность передатчика. Мощность передатчиков регулируется законодательством и ограничена для разных диапазонов. Производители FPV-оборудования используют нелицензируемые диапазоны частот гражданского применения. В большинстве случаев FPV-авиацией близких расстояний используется диапазон 5.8 ГГц, который является открытым. Для дальней FPV-авиации используются диапазоны низких частот, например 1.2 ГГц.
Принимается специализированным приёмником, настроенным на частоту передатчика. Преобразованный видеосигнал передается на экран монитора или очки пилота FPV-устройства. Как правило, передача от приёмника к экрану идет AV-сигналом.
В случае, если носитель оборудован системой передачи координат по видеотракту, то возможна передача телеметрической информации через звуковую дорожку. Приемник на земле декодирует сигнал и определяет направление, после чего устройство слежения устанавливает положение наземной антенны, следящей за FPV-носителем. Таким образом оператор FPV-носителя имеет всегда чистый и сильный сигнал.

### По телеметрии/системам стабилизации/видам автопилотов

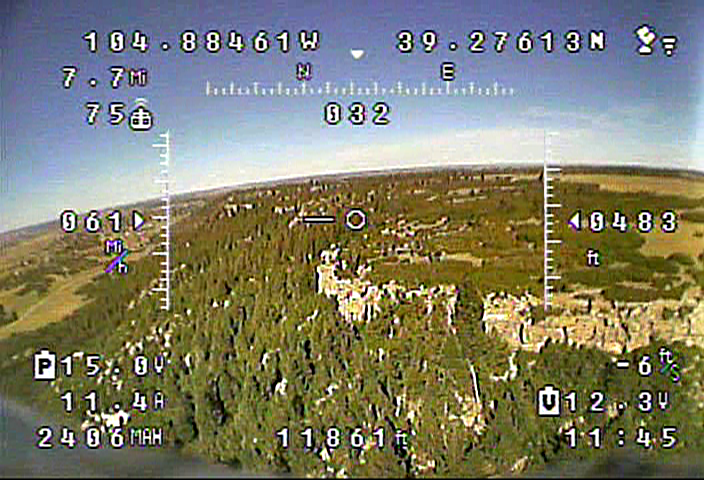
Типичный вид OSD информации

Телеметрия или OSD (On-Screen Display — отображение (информации) на экране) позволяет выводить на экран полетную информацию, полезную для пилота (высота, направление, скорость, напряжение и ток потребления от бортовой батареи, расстояние от «дома» и многое другое). Если на носителе установлены системы стабилизации, автопилотирования или другие модули, они также могут выводить информацию в режиме OSD.

### По вспомогательному наземному оборудованию
Очень часто в телеуправляемых (FPV) устройствах при полётах на дальние расстояния используют так называемые наземные станции. Они обычно состоят из штатива, на котором закреплена узконаправленная антенна, которая передаёт летательному аппарату команды с пульта управления, и всенаправленной антенны, принимающей видеосигнал с видеопередатчика.
Возможно также использование дополнительного усилителя сигнала с передатчика аппаратуры радиоуправления перед подачей на узконаправленную антенну, что позволяет значительно усилить дальность работы радиоуправления. Недостатком такого метода является сам принцип работы узконаправленных антенн: иногда приходится отвлекаться от пилотирования, чтобы направить её в сторону летательного аппарата.
Для устранения этого недостатка используют следящие (трекинговые) антенные системы (FPV Antenna tracker).
Некоторые пользователи также устанавливают на такие станции небольшие мониторы, которые подключают непосредственно к приёмнику видеосигнала.

### По бортовому антенно-фидерному оборудованию
При взлетной массе летательного аппарата (ЛА) до 5 кг масса антенны и фидера не должна составлять более 100 г.
Соответственно, более тяжёлые и мощные ЛА позволяют отступать от данного условия.

## Устройства удалённого присутствия
Пандемия COVID-19 и связанный с ней добровольный затвор населения или отдельных лиц, рабочие специализации которых предполагали личное присутствие, подстегнули процесс внедрения устройств удалённого присутствия, в которых применяется принцип FPV для оператора. Такие роботы виртуального (теле- или удалённого) присутствия, своего рода «роботы-аватары» стали появляться в странах с развитой IT-инфраструктурой в жилых и медицинских помещениях, офисах, учреждениях культуры и торговых точках, обеспечивая не только очное (собственно FPV) и звуковое, но и тактильное взаимодействие со своим физическим окружением для виртуального посетителя, наблюдателя, удаленно работающего специалиста.